# JEG-3
JEG-3是一種超三倍體人類胎盤絨毛膜癌細胞系，目前具有多種研究用途，例如研究影響其增殖、侵襲及遷移能力的物質。

## 特徵
JEG-3細胞對人絨毛膜促性腺激素、人絨毛膜體乳促素及孕酮呈陽性反應，並且會在裸鼠中形成與絨毛膜癌一致的惡性腫瘤，還能夠將類固醇前體轉化為雌酮和雌二醇。JEG-3細胞可以正調節調節T細胞的表型，並且調節促炎性細胞因子（即γ-干擾素、TNF-α和IL-17A）。這可能是腫瘤微環境和妊娠期間胎兒-母體界面的重要機制。
此外，有研究人員就研究JEG-3細胞中類視色素（Retinoid）的代謝，並且首次證實活性類視色素是由JEG-3細胞內源性產生的。目前已知視黃醇（維生素A的其中一個動物形式）及其活性衍生物類視色素對於哺乳動物胎兒的生長和發育至關重要。
除此之外，口型蛋白質（Stomatin）的過度表達在非融合性JEG-3細胞中會引起合體細胞（Syncytium）的形成，並且增加細胞的融合指數。當使用布拉地新鈉鹽處理這些細胞時，會進一步增加口型蛋白質造成的細胞融合。 經布拉地新鈉鹽處理48 h時，會在一些過度表達口型蛋白質的JEG-3細胞中發現β-人絨毛膜促性腺激素，其水平在72 h時隨著多核合體細胞的形成而急劇增加。 

### 抑制
硒半胱氨酸被指可以通過觸發氧化性損傷介導的S期阻滯和細胞凋亡，以劑量和時間依賴性的方式在體外和體內抑制JEG-3細胞的生長。

## 研究用途

### 增殖、侵襲及遷移
有研究評估在妊娠早期和中期，人類胎盤分泌的因子對JEG-3細胞細胞因子受體的表達，以及增殖和遷移活性的影響。當在妊娠晚期的胎盤因子存在的情況下，培養JEG-3細胞時，JEG-3細胞上的CD116、CD118、CD119、IFNγ-R2、CD120b、CD183、CD192、CD295、EGFR和TGFβ-R2的表達較高。胎盤在妊娠晚期分泌的因子對JEG-3細胞的增殖和遷移具有更明顯的刺激作用。研究結果表明，在缺乏其他影響體內滋養細胞的局部因素的情況下，滋養細胞的體外行為可能無法代表其在體內的行為。
此外，有研究指出前列腺素可以抑制JEG-3細胞的侵襲能力，故而細胞經抗前列腺素的功能性抗體的處理後可以促進細胞的侵襲能力，並且增加MMP-2、MMP-26、TIMP-1和TIMP-4的產生。研究表明這種絲氨酸蛋白酶可能起著抑制入侵的作用，參與了對細胞侵襲能力的限制性調控，以避免它們過度滲透到子宮壁中。
人絨毛膜促性腺激素（hCG）已經被證實可以呈劑量依賴性地在體外刺激JEG-3細胞的侵襲及遷移，但是細胞的增殖保持不變。JEG-3細胞在體內內源性產生hCG，暗示了hCG對分泌過程的自分泌控制。
HLA-G被指可以通過控制STAT3激活來調節JEG-3細胞的侵襲特性。HLA-G的下調抑制了信號轉導子和STAT3的激活，顯著減弱細胞的侵襲能力，沒有觀察到細胞增殖或凋亡的任何改變。

## 外部連結
- Cellosaurus entry for JEG-3 （页面存档备份，存于）